# Jaume de Borbó i de Borbó-Parma
Jaume de Borbó i Borbó-Parma (Vevey, Suïssa, 1870-París 1931), va ser un pretendent carlí al tron d'Espanya amb el nom de Jaume III i el títol d'assenyalament de Duc de Madrid.

## Biografia

### Primers anys
Era fill de Carles VII i de Margarida de Borbó-Parma. Mantingué unes relacions molt conflictives amb la seva madrastra Berta de Rohan-Guemenée que va reconèixer Alfons XIII com a rei sense cap respecte per l'honor carlí. Quan Alfons XII es va casar amb Maria Cristina d'Habsburg (1879), el matrimoni va perjudicar el carlisme i les seves relacions amistoses amb els Habsburg d'Àustria es van deteriorar sensiblement. Jaume no va poder contraure matrimoni amb la princesa Matilde de Baviera per diverses circumstàncies (pressions de Maria Cristina, o bé de Berta de Rohan) i va acabar morint solter i sense descendència, el 1931.
Va participar com a oficial tsarista en la Guerra russo-japonesa (1904) i en la Rebel·lió dels bòxers (1900).

### Al capdavant del carlisme
Arran de la mort del seu pare el 1909, va liderar el legitimisme espanyol. Durant la seva etapa, el carlisme adoptà el nom genèric de jaumisme, mantenint l'esperit tradicional i recuperant l'antic nom després de la seva mort.
El 1909 també havia mort Matías Barrio y Mier i el seu pare havia nomenat uns dies abans de morir Bartolomé Feliú com a Cap Delegat, màxima responsabilitat del partit a Espanya. Don Jaume confirmà Feliú en el càrrec i va encarregar inicialment al diputat Juan Vázquez de Mella la seva Secretaria Política particular. Mella es va traslladar a la seva residència, el castell de Frohsdorf, per tal de redactar el que hauria de ser el seu primer Manifest. Aquest manifest se suposava que havia de ser una actualització del programa polític de l'Acta de Loredan, especialment amb relació a «la qüestió social», que havia adquirit importància des de 1897, i «la irrupció, en la vida política, dels regionalismes». No obstant això, el manifest no es va arribar a fer, ja que Don Jaume insistia diàriament per a començar la feina, i Mella diàriament ho deixava per a l'endemà. Finalment només es va fer una sencilla proclama. Des de llavors les relacions entre Don Jaume i Vázquez de Mella mai serien bones. A més, la decisió de mantindre Bartolomé Feliú no va agradar a molts carlins, entre ells Mella, ja que Feliú era contrari als pactes i compromisos electorals a què estaven acostumats. Per la seva oposició a Feliú, l'any 1912 ja es produeix un xoc entre Mella i Don Jaume.

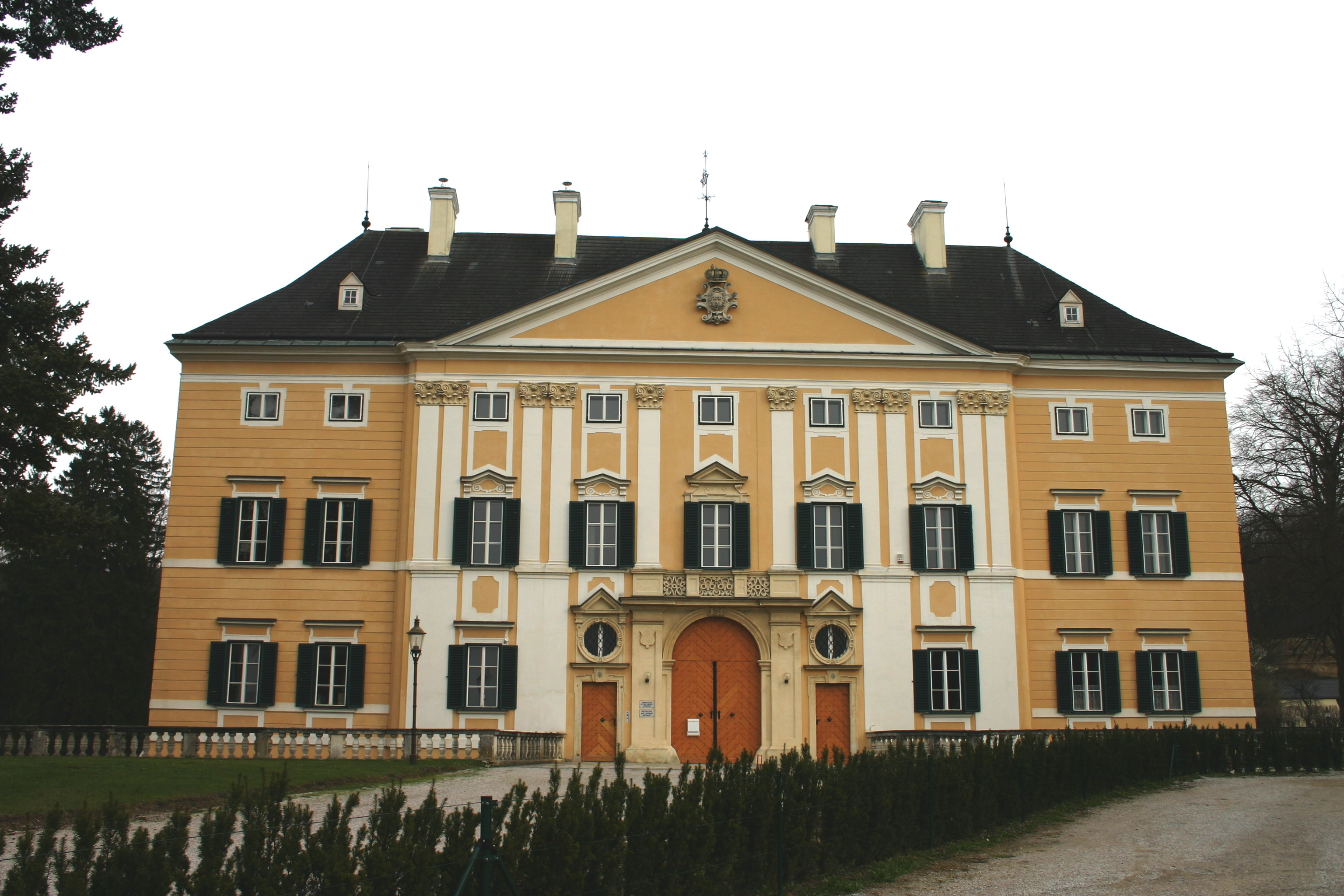
Castell de Frohsdorf, residència de Don Jaume, on onejava sempre la bandera espanyola.

Don Jaume orientà el partit cap a una defensa més compromesa de les demandes populars, de tipus obrerista i regionalista, sense deixar mai de banda la causa catòlica, una de les reivindicacions principals, per la qual cosa els xocs amb els republicans lerrouxistes i 
altres grups anticlericals d'esquerra serien freqüents. En relació als creixents nacionalismes basc i català el jaumisme procurà dur una relació d'avinentesa en la reivindicació foral i autonòmica, però sense derivar en postures d'independentisme. No obstant, tot i que la relació dels carlins amb la Lliga Regionalista havia estat estreta des de l'establiment de la Solidaritat Catalana el 1907, la relació amb el Partit Nacionalista Basc fou inicialment molt conflictiva.
Don Jaume va destacar pel seu afecte pels veterans de la tercera guerra carlina i l'any 1913 va presidir un aplec tradicionalista a Lourdes amb motiu de la repatriació de les despulles mortals de Rafael Tristany, que va esdevindre en un multitudinari acte d'afirmació carlista, especialment pels jaumins catalans.

### Primera Guerra Mundial
Va ser partidari dels aliats durant la Primera Guerra Mundial i durant tota la guerra va patir arrest domiciliari al seu castell d'Àustria. Tanmateix, preferí que el partit jaumí guardés una estricta neutralitat.
Després de la Primera Guerra Mundial, l'any 1919 es produiria la separació dels mellistes degut a la postura germanòfila de la Junta Nacional Tradicionalista, contrària a l'estricta neutralitat que havia manat Don Jaume. L'escissió mellista afebliria molt el jaumisme. El 1919 Don Jaume va presidir una Junta Magna a Biarritz per tal de reorganitzar el partit.

### Dictadura de Primo de Rivera
Don Jaume va donar suport al Directori militar de Primo de Rivera i els jaumins (especialment els integrats en els Sindicats Lliures i en el Requetè) van contribuït decisivament en l'èxit del cop d'Estat a Barcelona. No obstant, posteriorment el pretendent se'n distancià i s'enfrontà a la política del seu parent Alfons XIII i a la Dictadura (que clausurà i perseguí els centres carlins).
L'any 1925 va rebre a Niça els participants d'una peregrinació a Roma organitzada per El Correo Catalán
El 6 de març de 1925 va publicar el seu primer manifest al poble espanyol, rebutjant la dictadura de Primo de Rivera. En una entrevista amb Francisco Madrid, li manifestaria que "Crec jo, sota el nostre règim, Catalunya no tindria necessitat de sortir del quadre peninsular, perquè trobaria en ell satisfacció suma a les seves legítimes aspiracions de reconeixement de la personalitat nacional". El 1927 en una reunió amb Francesc Cambó, a casa del legitimista francès Vescomte de Canson, va elaborar un nou manifest contra la dictadura de Primo de Rivera. Malgrat la seva defensa del regionalisme i voluntat de restaurar una monarquia espanyola federativa segons els principis del tradicionalisme, reconeixent les aspiracions catalanes, s'oposà fermament al separatisme i en particular a les exaltacions de Francesc Macià.

### II República
Arran de la Proclamació de la Segona República, va publicar un manifest el 23 d'abril en el qual condicionava el seu suport al règim a la direcció que en prengués al mateix temps que demanava la unitat de tots els monàrquics en el partit legitimista. També es manifestava favorable a les reformes socials però enemic del comunisme. Igualment reivindicava un sistema federal per a "les diferents nacionalitats ibèriques" però rebutjant tota forma de "separatisme, declarat o encobert".
Això va permetre el retorn dels mellistes a la Comunió Tradicionalista i l'apropament dels integristes. Segons Miquel Batllori i Víctor Manuel Arbeloa, els integristes també s'uniren als carlins abans de morir Don Jaume. Encara que segons alguns autors intentà d'arribar a un acord en l'anomenat "Pacte de Territet" (12 setembre del 1931) amb la branca dinàstica rival, la seva sobtada mort (2 d'octubre del mateix any) feu naufragar tota possibilitat de negociació amb la dinastia alfonsina en quedar anul·lat el pacte.